# 利希滕拉德
利希滕拉德（德語：Lichtenrade，德語：[ˈlɪçtn̩ˌʁaːdə] ⓘ）是德國柏林滕珀尔霍夫-舍讷贝格区的一个下属区。2001年柏林行政區劃改革之前，這裡屬於滕珀尔霍夫区。利希滕拉德在1920年大柏林法案中被劃入柏林。在冷戰時期，這裡是和東德接壤的西柏林地區。